# Gabriella Fox
Gabriella Fox, de son vrai nom Karlee Glickman, est une actrice pornographique américaine née le 24 février 1989 à Los Angeles en Californie.

## Biographie
Sa carrière débuta à Digital Playground en 2008.
Gabriella qui est représentée par l'agence de management de Shy Love, apparue dans un clip du groupe Tickle Me Pink (en), Typical. Une version sexuellement explicite apparue sur le site de Digital Playground. Une version moins explicite fut créée pour une sortie générale.

## Récompenses
- En 2009, Gabriella Fox obtient l'AVN de la meilleure scène de groupe pour sa participation dans le film Pirates 2, une production américaine de Digital Playground dont le budget a dépassé les 120 millions de dollars.

## Filmographie
| Année | Film                            |
| ----- | ------------------------------- |
| 2008  | Control #9                      |
| 2008  | Gabriella Fox Sexy Hot          |
| 2008  | Pirates II: Stagnetti's Revenge |
| 2008  | Hard Candy #4                   |
| 2009  | Gabriella Fox Nude              |
| 2009  | Nurses                          |
| 2009  | Bad Girls                       |
| 2009  | Gabriella Fox Foxxxy            |
| 2010  | Teenlicious                     |